# Ž

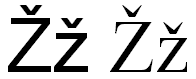

الحرف Ž هو حرف مشتق من الحرف Z اللاتيني مع إضافة شكلة من نوع هتشك ((بالإنجليزية: caron)‏، ((بالتشيكية: háček)‏، (بالسلوفاكية: mäkčeň)‏، (بالسلوفينية: strešica)‏، (بالكرواتية: kvačica)).
الحرف يعبر عن صوت لثوي غاري احتكاكي مجهور يشبه حرف G في اللغة الإنجليزية والحرف J في اللغتين الفرنسية والبرتغالية.
يعوض عنه في الألفبائية الصوتية الدولية بالرمز [ʒ].
الحرف أيضاً يستخدم في رومنة الحرف Ж السيريلي.
استخدم الحرف لأول مرة من قبل يان هوس في اللغة التشيكية في القرن الخامس عشر الميلادي. واستخدم كذلك في اللغة السلوفاكية، واستخدمه ليودفيت غاي [الإنجليزية] في اللغة الكرواتية عام 1830، ثم استخدم في اللغتين السلوفينية والبوسنية وبعض اللغات البلطيقية (مثل اللاتيفية واللتونية) والأورالية (مثل لغة سامي الشمالية واللغة الإستونية).
ومن اللغات الأخرى، يستخدم في الأبجدية اللاتينية للغة التركمانية ولغة لاز وكتابة اللغة الفارسية بحروف لاتينية بديلاً عن الحرف ژ وفي لغة لاكوتا.